# Гліхув
Гліхув (пол. Glichów) — село в Польщі, у гміні Вішньова Мисленицького повіту Малопольського воєводства.
Населення — 412 осіб (2011).
У 1975-1998 роках село належало до Краківського воєводства.

## Демографія
Демографічна структура станом на 31 березня 2011 року:
|          | Загалом | Допрацездатний вік | Працездатний вік | Постпрацездатний вік |
| -------- | ------- | ------------------ | ---------------- | -------------------- |
| Чоловіки | 198     | 45                 | 135              | 18                   |
| Жінки    | 214     | 41                 | 137              | 36                   |
| Разом    | 412     | 86                 | 272              | 54                   |